# Bradford Rock
Bradford Rock är en kulle i Antarktis. Den ligger i Östantarktis. Australien gör anspråk på området. Toppen på Bradford Rock är 12 meter över havet.
Terrängen runt Bradford Rock är platt åt nordväst, men åt sydost är den kuperad. Havet är nära Bradford Rock åt nordväst. Trakten är glest befolkad. Närmaste befolkade plats är Casey Station, 7,7 kilometer söder om Bradford Rock. 